# Белаковский, Олег Маркович
Оле́г (Самуи́л) Ма́ркович Белако́вский (6 сентября 1921 года, Елисаветград, Украинская ССР, СССР — 19 июля 2015, Москва) — советский спортивный врач, Заслуженный врач Российской Федерации, полковник медицинской службы в отставке.

## Биография

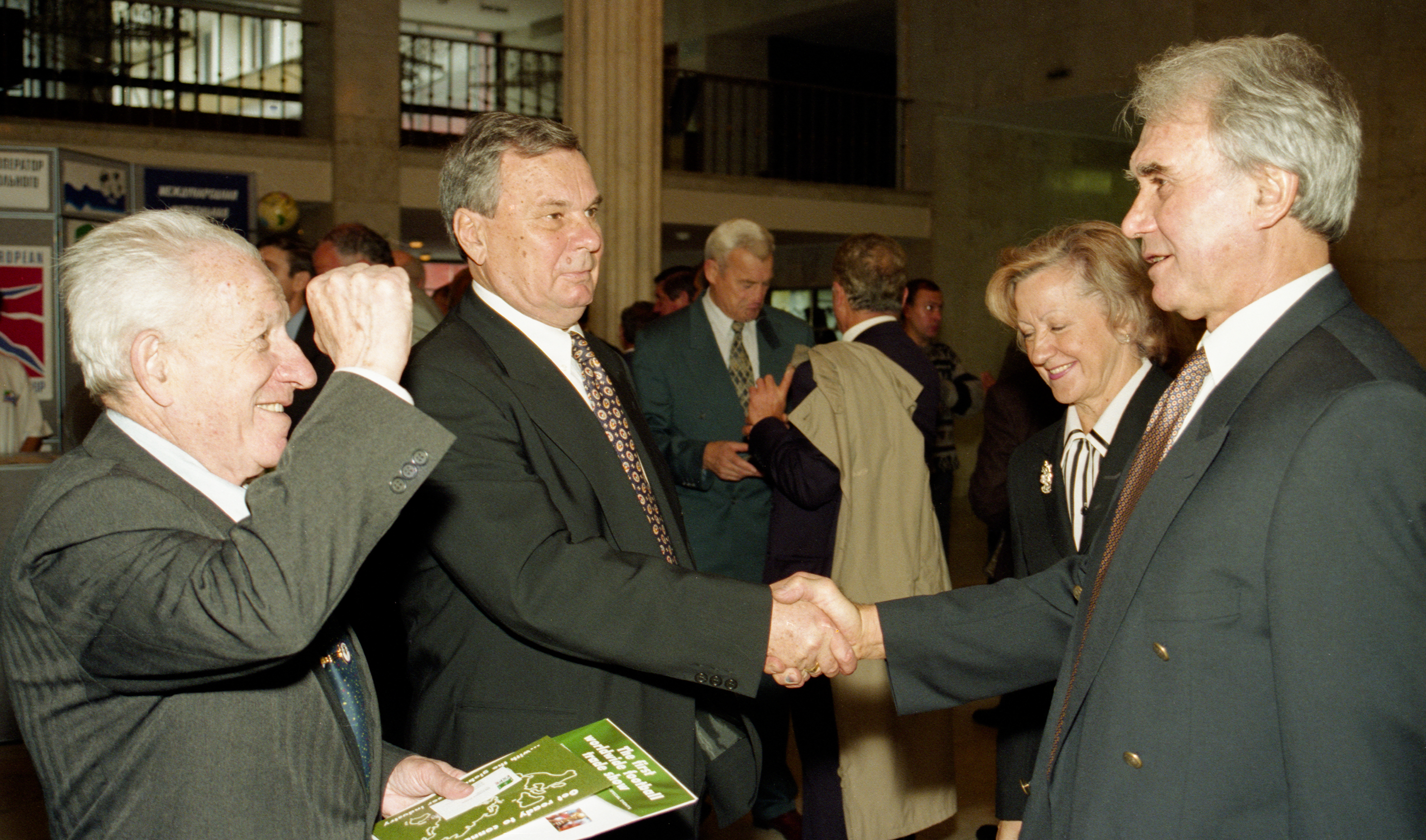
О.М. Белаковский, В.И. Иванов с супругой Л.Г. Ивановой, а также В.Н. Маслаченко на праздновании 100-летия Российского футбола, Москва, ГЦКЗ «Россия», 11.10.1997

Родился в Елисаветграде (ныне Кропивницкий) в семье сельского врача Марка Самуиловича Белаковского (1870—1938). Мать — Фаина Моисеевна Белаковская (1879—1942).
В 1937 году семья переехала в Сестрорецк. В конце 1930-х годов играл в футбол и русский хоккей в командах Сестрорецка и Ленинграда вместе с Всеволодом Бобровым, с которым потом дружил всю жизнь.
В 1939 году поступил в Военно-медицинскую академию им. Кирова, которую закончил в 1943 году и был оставлен адъюнктом. Однако после своих настоятельных обращений был направлен в действующую армию и получил назначение в Воздушно-десантные войска. В составе ВДВ в должности старшего врача полка участвовал в боях с немецко-фашистскими захватчиками на Карельском и 3-м Украинском фронтах. В июле 1944 года был ранен. Служил старшим врачом 302-го гвардейского стрелкового полка, который находился в Польше, затем в Венгрии, где полк вёл тяжёлые бои в районе озера Балатон. Войну Белаковский закончил 12 мая 1945 года в Чехословакии.
До января 1946 служил в Центральной группе войск в Чехословакии и Венгрии, оттуда его перевели в Московский военный округ, а в мае 1949 года перебросили на Дальний Восток. В Приморье Белаковский служил заместителем начальника медицинского отдела воздушно-десантного корпуса, врачом-экспериментатором по парашютным прыжкам. С начала войны совершил 153 прыжка с парашютом.
В 1951 году после окончания курсов повышения квалификации на военном факультете Центрального института усовершенствования врачей был назначен врачом футбольно-хоккейной команды ВВС. С 1954 года проходил службу в ЦСКА в должности врача футбольной команды, начальника врачебно-спортивного диспансера, заместителя начальника ЦСКА по медицинскому обеспечению.
С 1955 года принимал непосредственное участие в работе по медицинскому обеспечению подготовки ведущих спортсменов сборных команд страны и ЦСКА по различным видам спорта к ответственным соревнованиям. Привлекался для работы со сборными командами СССР и России по футболу и хоккею, являлся врачом сборной команды СССР по футболу — чемпиона Олимпийских игр в Мельбурне (1956) и хоккею — чемпиона зимних Олимпийских игр в Саппоро (1972), в Инсбруке (1976), на других ответственных соревнованиях (чемпионаты мира и Европы по футболу и хоккею с шайбой, первые встречи с канадскими профессионалами в 1972 и 1974 годах). В качестве врача сборной СССР по хоккею с шайбой неоднократно награждён золотыми, серебряными и бронзовыми медалями на чемпионатах мира и Европы.
Побывал со спортивными командами в 57 странах мира.
Скончался 19 июля 2015 года в Москве. Похоронен на Троекуровском кладбище.

## Вклад в спортивную медицину
Белаковский является одним из авторов введения в практику медицинского обеспечения армейских спортсменов бригадного метода проведения медицинских обследований, комплексного подхода к восстановлению больных и травмированных спортсменов. Им предложен ряд методик определения функционального состояния спортсменов, эффективных в практической деятельности врачей спортивных команд.
Ученики Белаковского в настоящее время руководят медицинской службой ЦСКА, являются врачами сборных команд России по различным видам спорта.

## После отставки
С 1987 года после ухода в отставку по возрасту работал врачом-консультантом ЦСКА по спортивной медицине, а также в военно-спортивном диспансере, прямо с работы спешил на очередной матч поболеть за любимую команду. Был избран почётным Президентом клуба любителей спорта ЦСКА, проводил большую общественную работу по воспитанию тренеров, врачей, спортсменов и болельщиков в духе преданности российскому и армейскому спорту. Личным примером и через средства массовой информации активно пропагандировал здоровый образ жизни и необходимость постоянных занятий физической культурой и спортом.

## Награды
В 2005 году удостоен международной премии «Профессия — жизнь» в номинации «Великий врачеватель». Награждён семью орденами («За заслуги перед Отечеством» IV степени, Отечественной войны I степени — дважды, Красной Звезды — дважды, Дружбы народов, «Знак Почёта») и 24 медалями.
В 2006 году Олегу Марковичу Белаковскому торжественно открыт бронзовый бюст на Аллее спортивной славы ЦСКА как самому знаменитому армейскому спортивному доктору.

## Семья
Был женат на Нине Георгиевне Белаковской (1926—2001). Сын Марк Самуилович Белаковский (род. 1947) — кандидат медицинских наук, заведующий отделом Института медико-биологических проблем. Дочь Вера Самуиловна Маркова (Белаковская) (род. 1956) — тренер по фехтованию.

## Образ в кино
В российском кинофильме «Легенда № 17» роль О. Белаковского исполнил Юрий Беркун.

## Литературное творчество
- Белаковский О. М. Эти настоящие парни… / Лит. запись М. Ямпольского. — М.: Молодая гвардия, 1981. — 207 с., ил. — (Спорт и личность).
- Белаковский О. М. Как возрождалась футбольная команда ЦДСА: 1952, 1953, 1954, 1955 / Подг. фотоиллюстраций С. Малышева, Р. Махмутова, В. Самусенко, М. Фрадкина, В. Кобыщи — М.: Пресс-группа Клуба любителей спорта ЦСКА, 1991. — 43 с.